# Gare de Pont-Cardinet
Gare de Pont-Cardinet vasútállomás Franciaország fővárosában, Párizsban.

## Vasútvonalak
Az állomást az alábbi vasútvonalak érintik:
- Párizs-Saint-Lazare-Versailles-Rive-Droite-vasútvonal

## Kapcsolódó állomások
A vasútállomáshoz az alábbi állomások vannak a legközelebb:
- Gare de Clichy - Levallois (Gare de Cergy-le-Haut, Gare de Versailles-Rive-Droite, Gare de Saint-Nom-la-Bretèche - Forêt de Marly, Transilien line L)
- Paris Gare Saint-Lazare (Paris Gare Saint-Lazare, Transilien line L)

## Képek

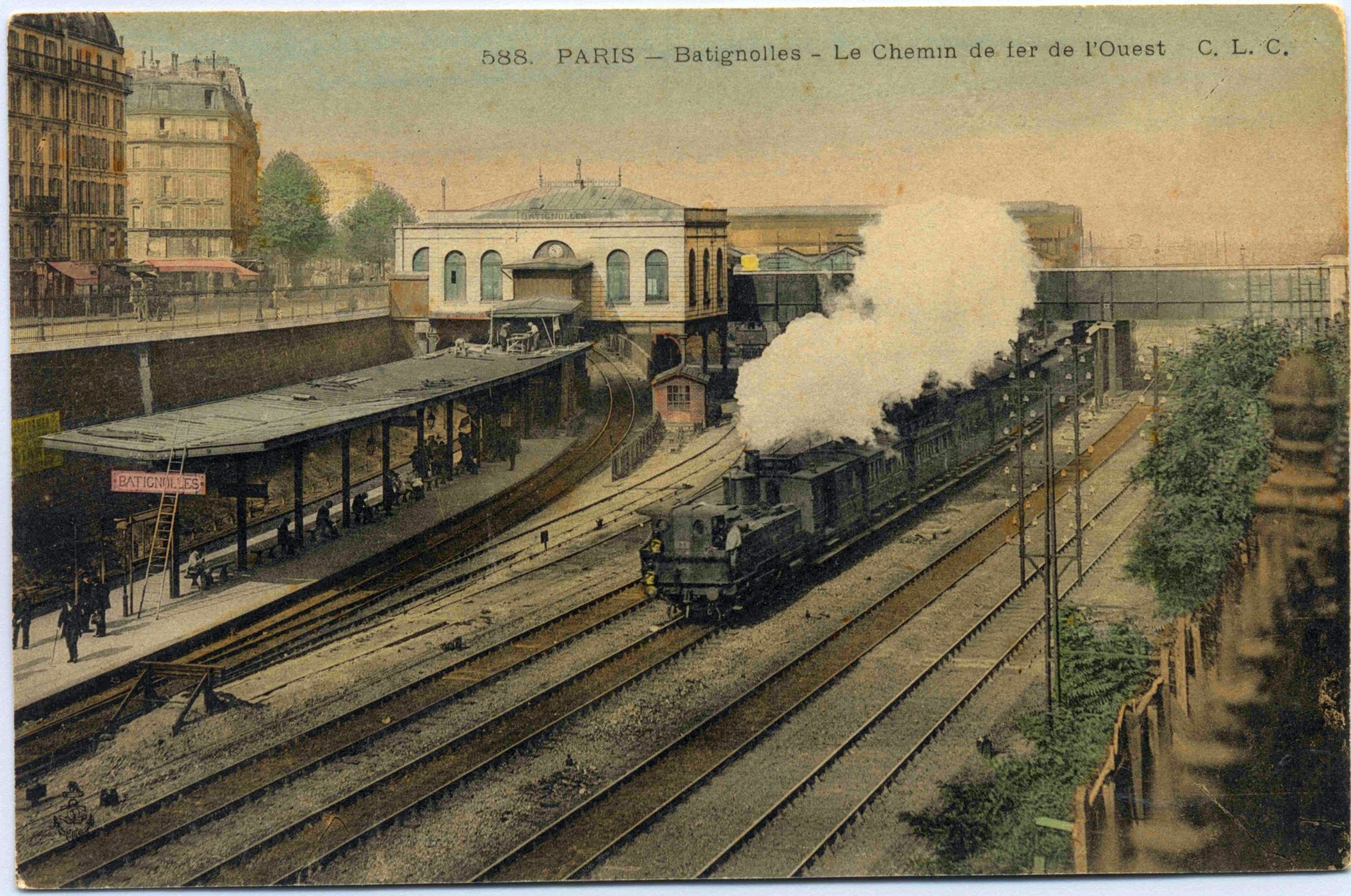
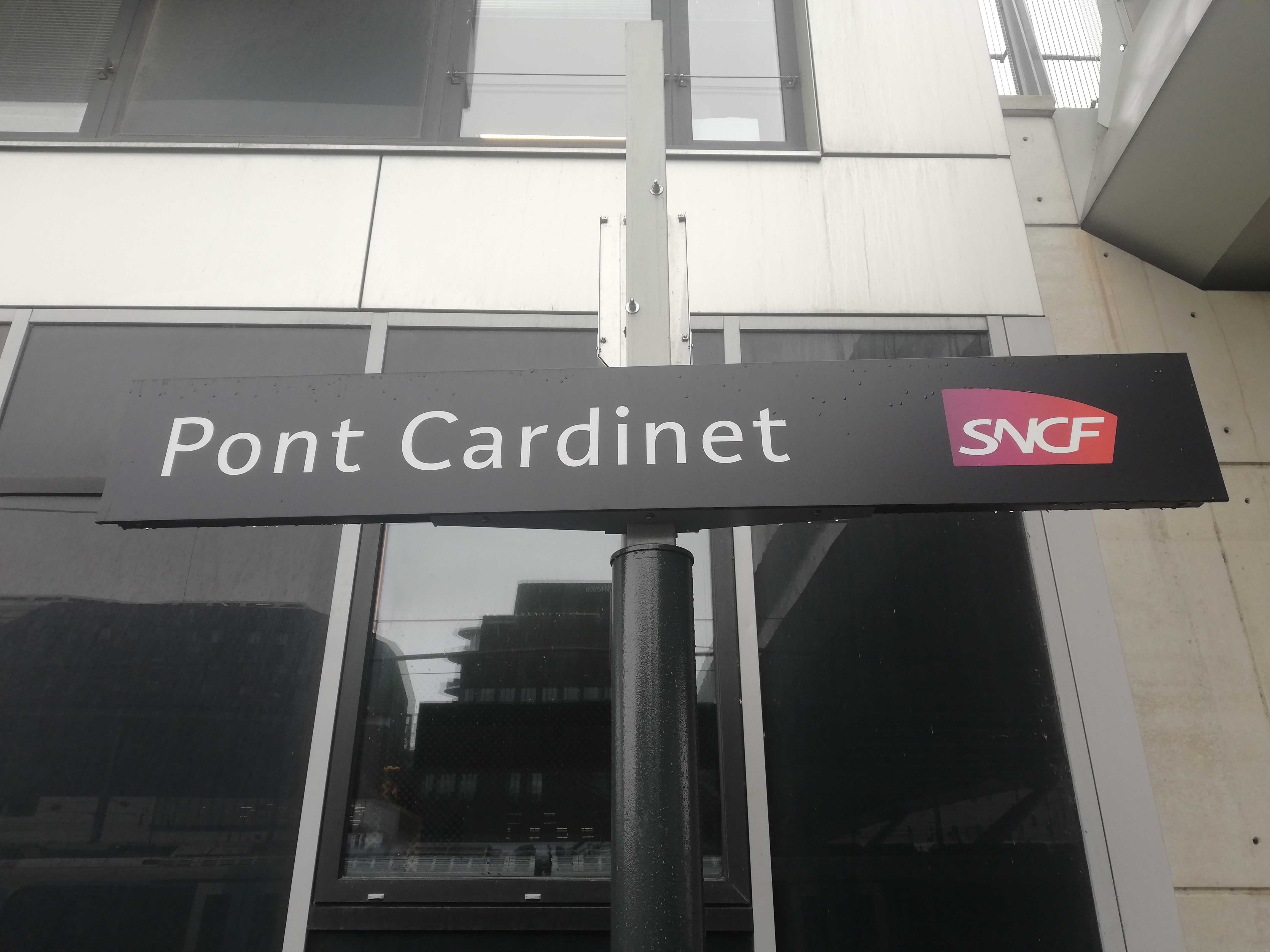
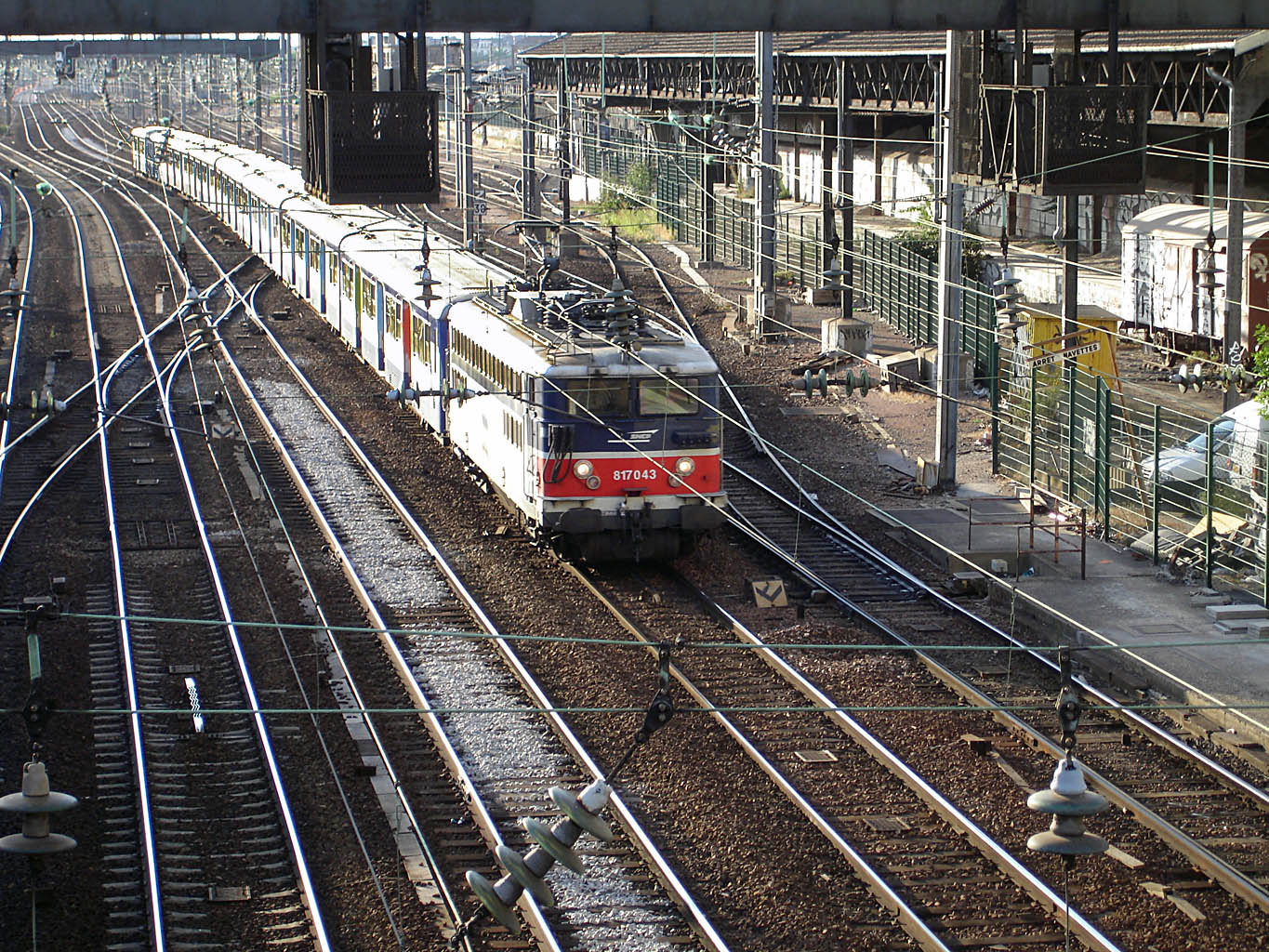
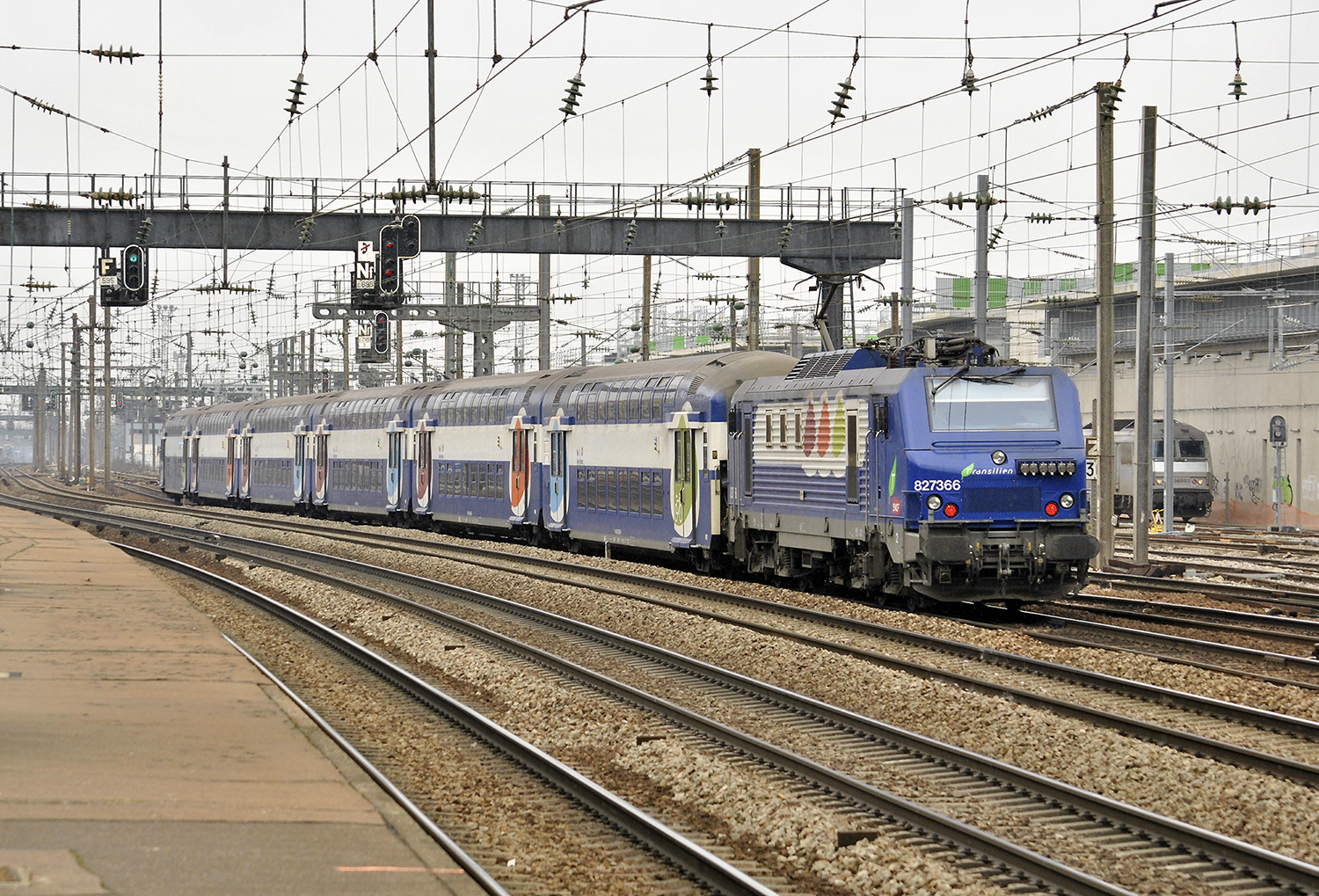
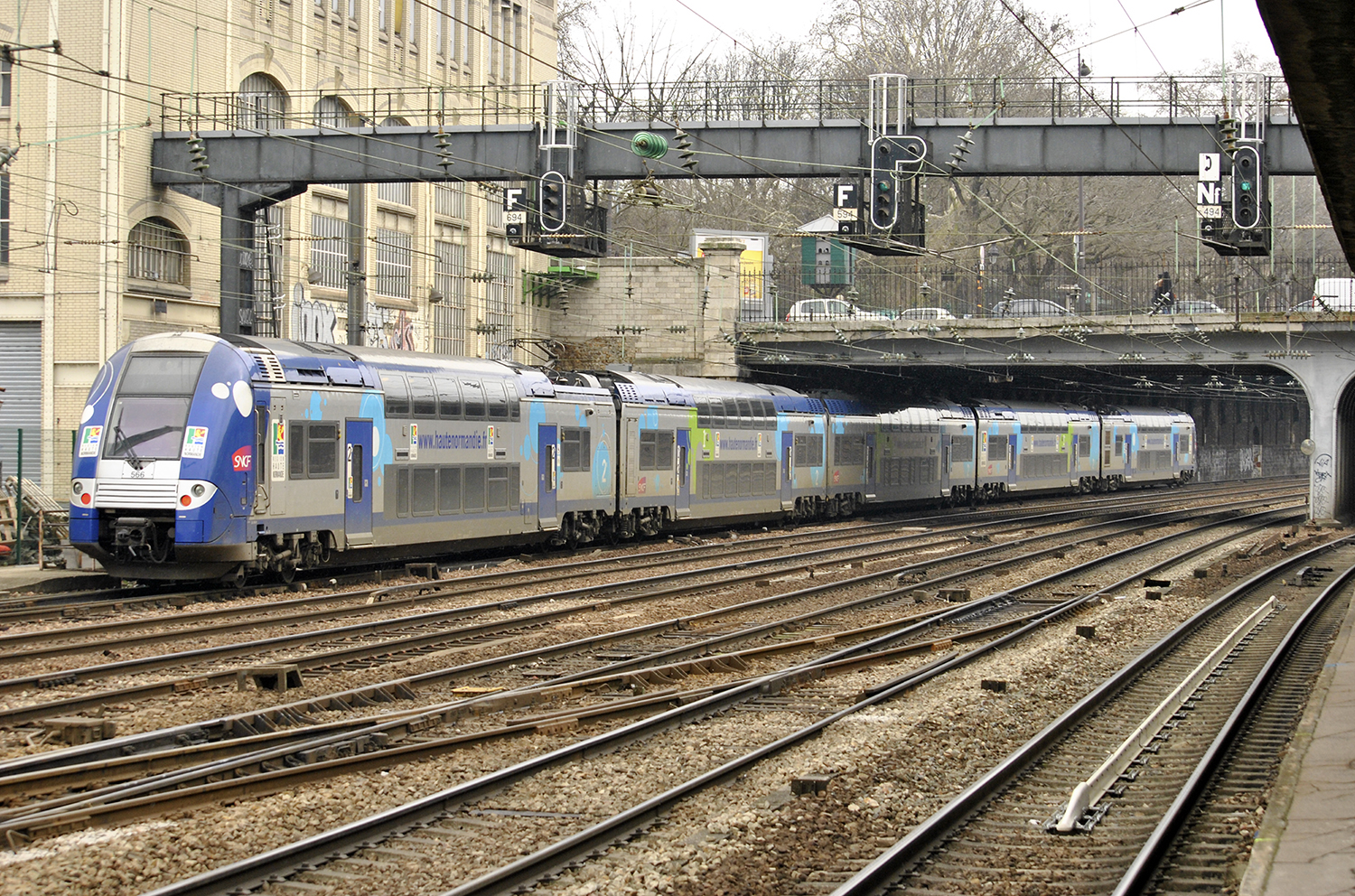
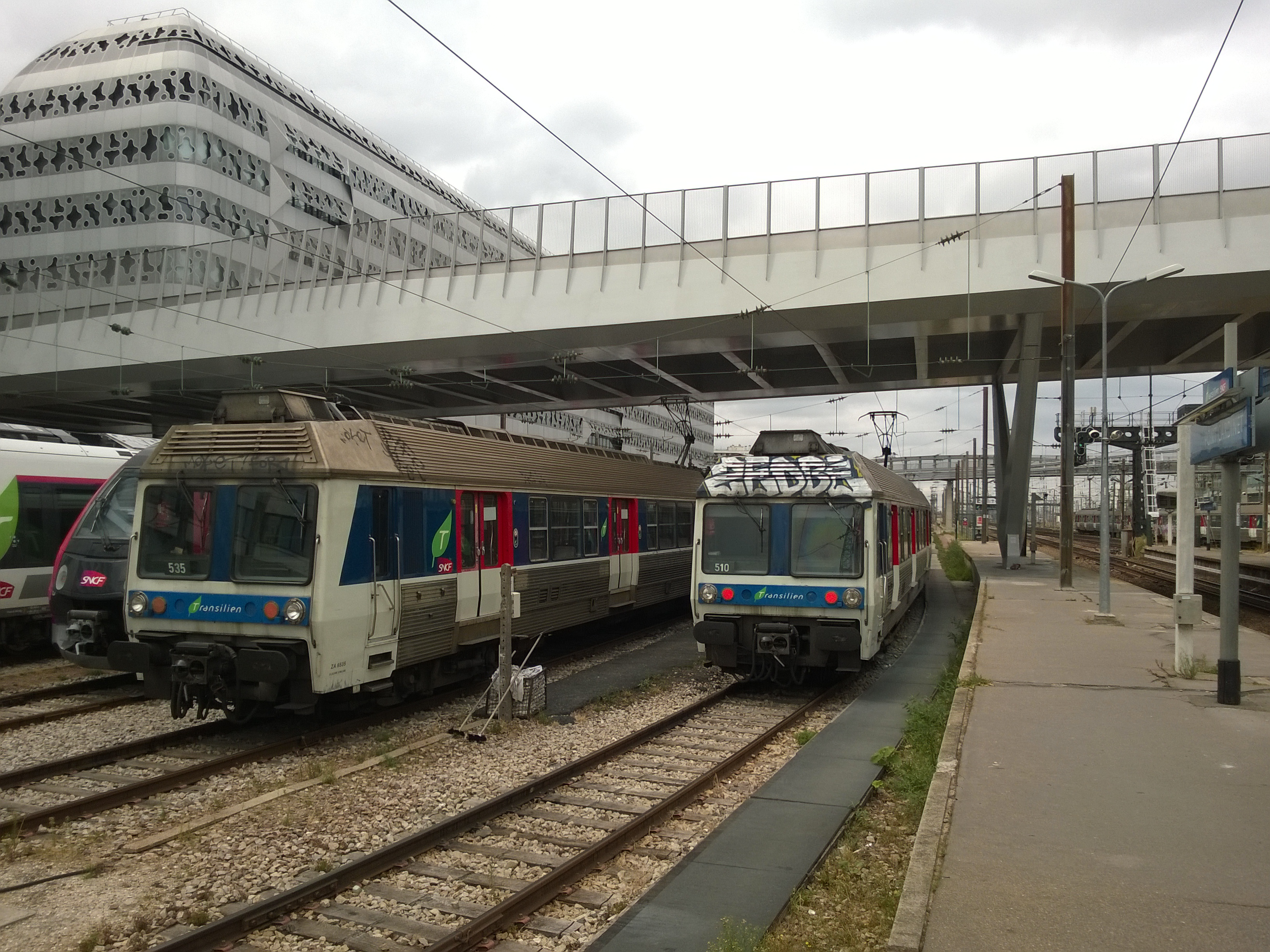